# 郑念
郑念（1915年1月28日—2009年11月2日），原名姚念媛，是一位因撰写回忆录式作品《上海生死劫》（Life and Death in Shanghai）一书而成名的美国华裔女作家。在这部作品中作者回忆了个人在中国文化大革命期间的惨痛经历。

## 生平
郑念祖籍湖北，其父曾留学日本，并任中華民國北京政府官员。郑念1915年生于中華民國北平（今北京），先后就读于天津南开女子中学（今第二南开中学），北平燕京大学，并留学英国伦敦政治经济学院, 获硕士学位。1935年她在英国认识了同是留学生的郑康琪，两人相爱结婚，婚后她跟随先生改姓郑。1939年两人回到中国重庆，郑康琪任职中华民国外交部，曾短暂外派至澳大利亚，期间女儿郑梅平在澳大利亚出生。1948年全家回国。1949年上海“解放”时，郑康琪任中華民國外交部驻上海办事处主任，后任英国壳牌石油公司（Shell International Petroleum Company）上海办事处的总经理，直到1957年死于癌症。她1957年到1966年在英国壳牌石油公司担任顾问。郑念文革期间被指控为英国间谍，遭到迫害抄家，家破人亡。独生女儿郑梅平遭红卫兵活活打死。1966年到1973年被关押在上海市第一看守所，等待审判等了六年。这六年里，她与女儿毫无联系，1972年出狱后才得知女儿早已在文革中被红卫兵杀害。
1980年9月20日離開上海至加拿大渥太華，三年后定居美国華盛頓特區。郑念出国以后写下了英文自传性作品“Life and Death in Shanghai”《上海生死劫》，该书被译为多种文字在各国出版。在书中郑念记述了从文化大革命开始到1980年代初出国这段时间的个人经历。2009年11月2日，因肾衰竭在華盛頓特區去世。

## 著作
- Life and Death in Shanghai. Grove Atlantic. 2010. ISBN 9780802196156.[1]
  - 《上海生死劫》程乃珊、潘佐君译，中国文化出版公司，1988年10月；又译《上海滩的沉浮》，春风文艺出版社，《上海生与死》，《生与死在上海》
  - 《生死在上海》方耀光、郑培君，方耀楣译，百家出版社，1988年8月
  - 《上海生與死》曾國清、陳小安譯，新陸書局，民國81年8月

## 親屬
郑梅平（英語：Meiping CHENG，1943年－1969年），郑念与先夫郑康琪的独生女。1943年出生在澳大利亚，1964年毕业于上海电影学校，被分配到上海电影制片厂担任电影演员，为优秀共青团员。1969年被上海工人革命造反队成员胡永年打死。
郑念用稿酬设立“梅平基金会”，资助大陆留美学生。
妹妹姚念贻曾任上海电影译制厂配音演员。